# Deflorita unicolor
Deflorita unicolor är en insektsart som beskrevs av Heinrich Hugo Karny 1926. Deflorita unicolor ingår i släktet Deflorita och familjen vårtbitare. Inga underarter finns listade i Catalogue of Life.